# Olof B. Hansson
Olof ”Ola” Birger Hansson född 9 april 1919 i Helsingfors, död där 3 augusti 1995, var en finländsk arkitekt och professor, känd främst som kunnig då det gällde restaurationer och saneringar.

## Studier
Hansson blev student 1937 vid Nya Svenska Läroverket i Helsingfors. Något fördröjd p.g.a. krigstjänst blev han färdig från Tekniska högskolan 1946. Under ferierna från studierna samt under mellankrigstiden arbetade han som ritare på Petsamon nikkeli Oy i Kolosjoki nära det dåvarande Petsamo vid finska ishavskusten.

## Karriär
Ola Hansson hade sin första arkitekttjänst på Backström & Reinius i Stockholm 1946–1948 varefter han praktiserade på Isler & Eidenbenz i Winterthur i Schweiz 1949. Åter i sitt hemland fick han anställning på Aarne Ervis byrå 1949–1953 varefter han grundade sin egen 1954 och drev den till sin död, under åren 1977–1982 i partnerskap med sin dåvarande hustru (den andra av tre) arkitekten Ethel, f. Karlsson. Som bitjänster var han assistent på Tekniska högskolan i Helsingfors i arkitektur 1949–1952 och i stadsplanering 1954–1955 samt speciallärare i arkitektur 1961. Vid Tekniska högskolan i Tammerfors var han tillförordnad professor 1973–1974 och ordinarie professor i arkitektur och byggnadsproduktion som han fortsatte med 1975–1986. Han gästföreläste ännu 1987 som visiting professor på University of New Mexico i Albuquerque i USA.
Hansson skötte under sitt liv också åtskilliga förtroendeuppdrag. Bland annat var han ordförande i TFiFs arkitektgille 1959–1961, delegat i Finlands arkitekturmuseum 1962–1967. Förbundsfullmäktigemedlem i Finlands arkitektförbund (SaFa) 1970–1974, medlem i stadsplanenämnden i Helsingfors 1964–1965 och 1967–1968 samt i Svenska tekniska vetenskapsakademien från 1976 till sin död.
Ola Hanssons son fil. dr. Joakim Hansson (f. 1960) är byggnadsantikvarie.

## Uppdrag

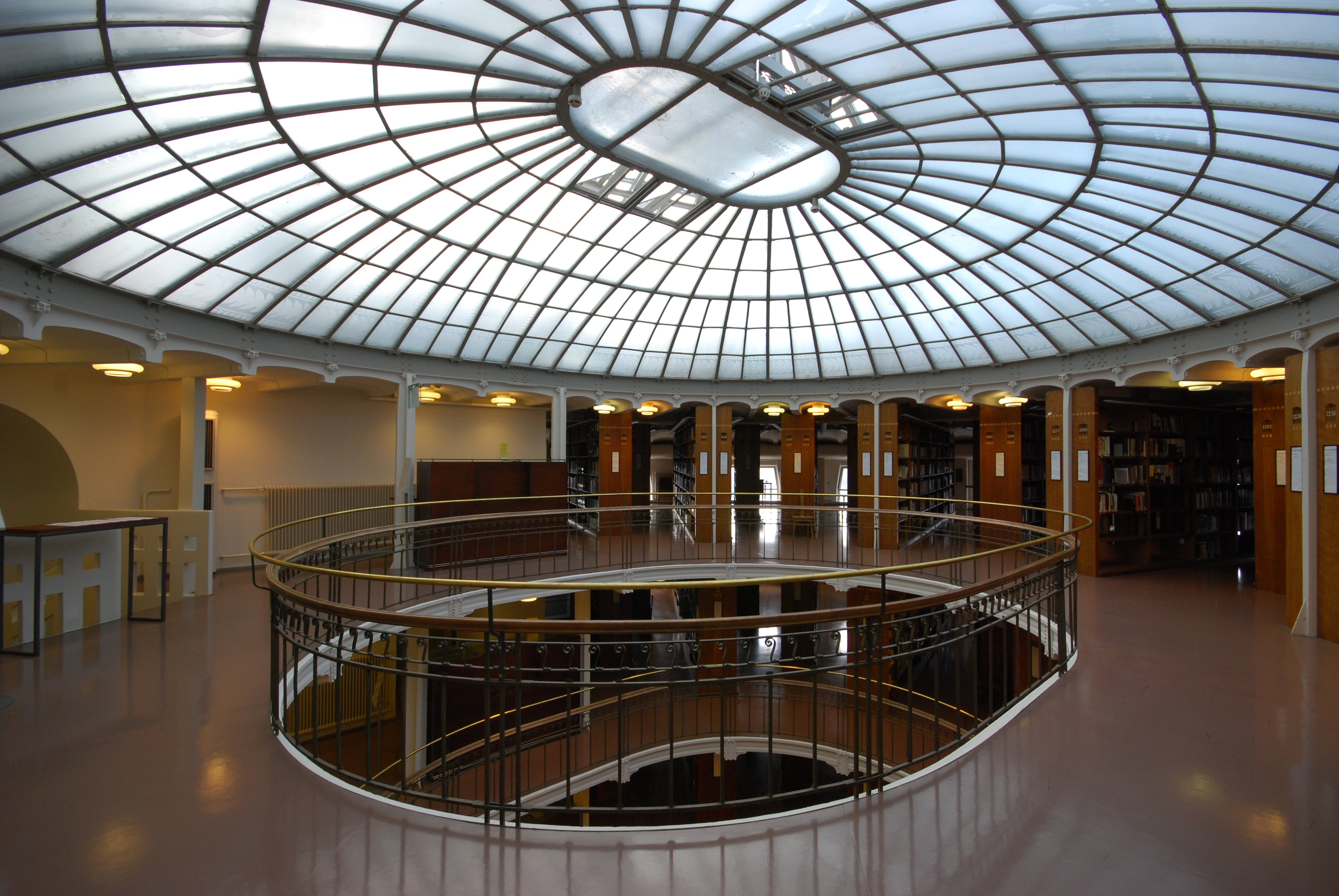
Interiör från Helsingfors universitets bibliotek, av C. L. Engel, som sanerades enligt Hanssons ritningar 1976.

Under 1960- och 70-talens värsta rivningsraseri blev Hansson känd som en förkämpe för bevarandet av värdefulla äldre byggnader. Merparten av hans planeringsuppdrag gällde också sanerings och restaureringsarbeten varav de mest kända var de medeltida gråstenskyrkorna i Esbo, Ingå och Kyrkslätt samt Universitetsbiblioteket i Helsingfors (ursprungligen av Carl Ludvig Engel) vilka han genomförde med erkänt stor pietet. Han planerade också nybyggen, bland annat ett stort antal bibliotek; Mariehamn, Urajärvi, Ekenäs, Kyrkslätt, med flera. Några kontors- och industribyggnader rymdes även under hans långa arbetsliv, som kuriosa kan nämnas IKEAs möbelvaruhus i Esbo 1988 (Tillsammans med Fred Wegelius).

## Publikationer
- Kyrkslätts kyrka. Utgiven av Kyrkslätts församling 1959.
- 100 år av Finländsk byggnadskonst. 1980.

## Utmärkelser
- Riddartecknet av Finlands vita ros, första klass
- Frihetskorsets orden av fjärde klass

### Uppslagsverk
- Diplomingenjörer och arkitekter 1991. ISBN 951-9110-60-7
- Hansson, Ola i Uppslagsverket Finland (webbupplaga, 2012). CC-BY-SA 4.0